# Gonioryctus blackburni
Gonioryctus blackburni är en skalbaggsart som beskrevs av Sharp 1878. Gonioryctus blackburni ingår i släktet Gonioryctus och familjen glansbaggar. Inga underarter finns listade i Catalogue of Life.